# Boarmia eugraphica
Boarmia eugraphica är en fjärilsart som beskrevs av Turner 1917. Boarmia eugraphica ingår i släktet Boarmia och familjen mätare. Inga underarter finns listade i Catalogue of Life.